# Yunnanilus parvus
Yunnanilus parvus е вид лъчеперка от семейство Nemacheilidae.

## Разпространение
Видът е разпространен в Китай (Юннан).

## Описание
На дължина достигат до 3,8 cm.